# 佐近圭太郎
佐近 圭太郎（さこん けいたろう、1990年11月1日 - ）は、山口県生まれ、千葉県千葉市育ちの日本の映画監督・プロデューサー。

## 来歴
日本大学藝術学部映画学科監督コースを卒業。指導講師は古厩智之。
日本大学の藝術学部の同級生であった池松壮亮を主演に据え、卒業制作として監督した『家族の風景』が、福岡インディペンデント映画祭で最優秀作品賞と主演男優賞、TAMA NEW WAVE映画祭で特別賞と主演男優賞を受賞した。
2019年公開の『わたしは光をにぎっている』（中川龍太郎監督）では共同脚本、編集、監督補佐を務めた。
2020年9月公開の『東京バタフライ』で長編デビューした。
2023年3月、長編2作目となる『わたしの見ている世界が全て』が公開された。11月に映画『わたしの見ている世界が全て』で、新藤兼人賞銀賞を受賞した。

## 作品

### 監督
- 『家族の風景』（2013年、主演：池松壮亮）

福岡インディペンデント映画祭最優秀作品賞&主演男優賞、TAMA NEW WAVE映画祭特別賞&主演男優賞、うえだ城下町映画祭大賞
- 『女優 川上奈々美』（2018年、主演：川上奈々美）

ゆうばり国際ファンタスティック映画祭正式上映、ショートショートフィルムフェスティバルジャパンプログラム選出、札幌国際短編映画祭ジャパン・パノラマ・プログラム選出
- 『東京バタフライ』（2020年、主演：白波多カミン、水石亜飛夢）

フィレンツェ映画賞最優秀監督長編賞
- 『わたしの見ている世界が全て』（2023年、主演：森田想）[6][7]

マドリード国際映画祭主演女優賞、新藤兼人賞銀賞

### その他
- 『四月の永い夢』（2018年） - 助監督
- 『わたしは光をにぎっている』（2019年） - 脚本、編集、監督補佐
- 『21世紀の女の子』（2019年）「珊瑚樹」 - 助監督
- 『浜辺のゲーム』（2019年） - 助監督
- 『静かな雨』（2020年） - 監督補佐
- 『クシナ』（2020年） - 助監督
- 『蒲田前奏曲』（2020年）「蒲田哀歌」 - 助監督